# Panebtaouy
Panebtaouy est un « jeune » dieu vénéré principalement dans l'antique Ombos. Il est le fils de Tasenètnéferèt, forme locale d'Hathor, et d'Haroëris. Dieu apparu à l'époque hellénistique, il représente la force du pharaon : son nom signifie « le Maître des Deux Terres ».